# غجوا هافن
غجوا هافن هي بلدة تقع في منطقة كيتيكميوت في ولاية الأقاليم الشمالية الغربية،كندا.وهي التجمع السكني الوحيد في جزيرة الملك وليام.